# Бруно Герлох
Бруно Герлох (нім. Bruno Gerloch; 11 листопада 1890, Тешен — 3 вересня 1954, Відень) — австро-угорський, австрійський і німецький офіцер, генерал-майор вермахту. Кавалер Лицарського хреста Залізного хреста.

## Біографія
1 жовтня 1907 року вступив в кадетський корпус, після завершення якого 18 серпня 1911 року вступив в австро-угорську армію. Учасник Першої світової війни, служив в артилерії. Після війни продовжив службу в австрійській армії. З 13 березня 1938 року — інструктор з верхової їзди військового училища в Шлоссгофі. Після аншлюсу 15 березня 1938 року автоматично перейшов у вермахт. 1 липня 1938 року переведений в 12-й артилерійський полк, з 10 листопада — командир 2-го дивізіону полку.
З 24 листопада 1938 року — командир 2-го дивізіону 116-го артилерійського полку, з 1 листопада 1939 року — 90-го артилерійського полку, з 12 грудня 1942 по 15 березня 1943 року — 2-го, з 6 серпня 1943 року — 117-го артилерійського командування. 9-19 серпня 1944 року виконував обов'язки командира 708-ї піхотної дивізії. 8 травня 1945 року взятий в полон. В 1947 році звільнений.

## Звання
- Фенріх (18 серпня 1911)
- Лейтенант (1 листопада 1913)
- Оберлейтенант (1 травня 1915)
- Гауптман (1 липня 1920)
- Штабсгауптман (1 червня 1924)
- Майор (20 червня 1928)
- Оберстлейтенант (1 лютого 1939)
- Оберст (1 лютого 1941)
- Генерал-майор (20 квітня 1945)

## Нагороди
- Пам'ятний хрест 1912/13
- 2 срібні і бронзова медаль «За військові заслуги» (Австро-Угорщина) з мечами
- Хрест «За військові заслуги» (Австро-Угорщина) 3-го класу з військовою відзнакою і мечами
- Військовий Хрест Карла
- Пам'ятна військова медаль (Австрія) з мечами
- Хрест «За вислугу років» (Австрія) 2-го класу для офіцерів (25 років)
- Почесний хрест ветерана війни з мечами
- Медаль «За вислугу років у Вермахті» 4-го, 3-го, 2-го і 1-го класу (25 років)
- Залізний хрест 2-го і 1-го класу
- Лицарський хрест Залізного хреста (4 вересня 1940)
- Німецький хрест в золоті (8 лютого 1942)